# La Cuadra
La Cuadra är en ort i Mexiko.   Den ligger i kommunen Saucillo och delstaten Chihuahua, i den nordvästra delen av landet, 1 100 km nordväst om huvudstaden Mexico City. La Cuadra ligger 1 179 meter över havet och antalet invånare är 211.
Terrängen runt La Cuadra är platt åt sydväst, men åt nordost är den kuperad. Runt La Cuadra är det glesbefolkat, med 9 invånare per kvadratkilometer. Närmaste större samhälle är Saucillo, 4,6 km söder om La Cuadra. Trakten runt La Cuadra består till största delen av jordbruksmark.